# Antoni Seta
Antoni Seta (ur. 13 marca 1930 w Rusinowie) – polski hutnik i polityk, poseł na Sejm PRL VI, VII i VIII kadencji.

## Życiorys
Syn Michała i Heleny. W 1946 należał do Związku Walki Młodych i Ochotniczej Rezerwy Milicji Obywatelskiej. Uzyskał wykształcenie niepełne wyższe (od 1957 do 1959 uczęszczał do Wyższej Szkoły Nauk Społecznych w Warszawie).
W 1952 wstąpił do Polskiej Zjednoczonej Partii Robotniczej, w której aparacie pracował od 1959. Był I sekretarzem Komitetu Zakładowego partii w Zakładach Urządzeń Technicznych „Zgoda”, a następnie (od 1965) w Hucie „Batory”. W 1965 zasiadł także w Komitecie Miejskim partii w Chorzowie. Od 1967 do 1969 był członkiem Wojewódzkiej Komisji Rewizyjnej PZPR w Katowicach, a w latach 1969–1971 i 1975–1981 tamtejszego Komitetu Wojewódzkiego partii. W 1971 został przewodniczącym zarządu głównego Związku Zawodowego Hutników, a w 1972 przewodniczącym Wojewódzkiego Komitetu Frontu Jedności Narodu w Katowicach. W tym samym roku uzyskał mandat posła na Sejm PRL VI kadencji w okręgu Chorzów. Zasiadał w Komisji Handlu Zagranicznego oraz w Komisji Przemysłu Ciężkiego i Maszynowego. W 1976 i 1980 uzyskiwał reelekcję w okręgu Sosnowiec. W VII kadencji zasiadał w Komisji Przemysłu Ciężkiego, Maszynowego i Hutnictwa, a w VIII kadencji w Komisji Przemysłu Ciężkiego, Maszynowego i Hutnictwa, Komisji Skarg i Wniosków oraz w Komisji Przemysłu.
Odznaczony Srebrnym Krzyżem Zasługi i Krzyżem Kawalerskim Orderu Odrodzenia Polski.